# Unterseeboot 510
Le Unterseeboot 510 (ou U-510) est un sous-marin allemand utilisé par la Kriegsmarine (marine de guerre allemande) pendant la Seconde Guerre mondiale.

## Historique
Après avoir suivi son temps de formation à Stettin au sein de la 4. Unterseebootsflottille jusqu'au 30 juin 1942, il rejoint sa flottille de combat à Lorient, dans la 10. Unterseebootsflottille. Il est ensuite affecté à la 33. Unterseebootsflottille à Flensbourg jusqu'à la fin de la guerre. Il fait une mission à Penang et une autre à Kobé au Japon, rentrant en Europe fin 1944.
Partant pour se replier en Norvège, l’U-510 se trouve immobilisé le 23 avril 1945 à Saint-Nazaire par manque de carburant. Après la capitulation de l'Allemagne le 10 mai 1945, il est remis aux Français le 12 mai en bon état. 
Il est affecté à la Marine nationale française, sous le nom de S612 Bouan.

## Dans la Kriegsmarine (1941-1945)

### Affectations successives
- 4. Unterseebootsflottille du 25 novembre 1941 au 31 juillet 1942
- 10. Unterseebootsflottille du 1er août 1942 au 30 septembre 1944
- 33. Unterseebootsflottille du 1er octobre 1944 au 8 mai 1945

### Commandement
- Korvettenkapitän, puis Fregattenkapitän Karl Neitzel (de) du 25 novembre 1941 au 21 mai 1943
- Kapitänleutnant Alfred Eick du 22 mai 1943 au 8 mai 1945

### Navires coulés
Il a coulé 11 navires pour un total de 71 100 tonneaux ainsi qu'un navire de guerre auxiliaire de 249 tonneaux et a endommagé 8 navires pour un total de 53 289 tonneaux et 3 navires non réparables pour un total de 24 338 tonneaux au cours des 7 patrouilles qu'il effectua.
| Date            | Nom                    | Nationalité     | Tonnage | Convoi | Fait          |
| --------------- | ---------------------- | --------------- | ------- | ------ | ------------- |
| 2 août 1942     | Maldonado              | Uruguay         | 5 285   |        | coulé         |
| 10 août 1942    | Alexia                 | Grande-Bretagne | 8 016   |        | endommagé     |
| 19 août 1942    | Cressington Court      | Grande-Bretagne | 4 971   | TRIN-1 | coulé         |
| 31 octobre 1942 | Alaska                 | Norvège         | 5 681   | SL-125 | endommagé     |
| 9 mars 1943     | George G. Meade        | Etats-Unis      | 7 176   | BT-6   | endommagé     |
| 9 mars 1943     | Kelvinbank             | Grande-Bretagne | 3 872   | BT-6   | coulé         |
| 9 mars 1943     | Joseph Rodman Drake    | Etats-Unis      | 7 181   | BT-6   | endommagé     |
| 9 mars 1943     | Tabitha Brown          | Etats-Unis      | 7 176   | BT-6   | endommagé     |
| 9 mars 1943     | Mark Hanna             | Etats-Unis      | 7 176   | BT-6   | endommagé     |
| 9 mars 1943     | James Smith            | Etats-Unis      | 7 181   | BT-6   | endommagé     |
| 9 mars 1943     | Thomas Ruffin          | Etats-Unis      | 7 191   | BT-6   | non réparable |
| 9 mars 1943     | James K. Polk          | Etats-Unis      | 7 177   | BT-6   | non réparable |
| 8 juillet 1943  | B.P. Newton            | Norvège         | 10 324  | TJ-1   | coulé         |
| 8 juillet 1943  | Eldena                 | Etats-Unis      | 6 900   | TJ-1   | coulé         |
| 8 juillet 1943  | Everagra               | Lettonie        | 3 702   | TJ-1   | endommagé     |
| 10 juillet 1943 | Scandinavia            | Suède           | 1 641   |        | coulé         |
| 22 février 1944 | San Alvaro             | Grande-Bretagne | 7 385   | PA-69  | coulé         |
| 22 février 1944 | Erling Brøvig          | Norvège         | 9 970   | PA-69  | non réparable |
| 22 février 1944 | E.G. Seubert           | Etats-Unis      | 9 181   | PA-69  | coulé         |
| 7 mars 1944     | Tarifa                 | Norvège         | 7 229   |        | coulé         |
| 19 mars 1944    | John A. Poor           | Etats-Unis      | 7 176   |        | coulé         |
| 27 mars 1944    | HMS Maaløy (J 136)     | Grande-Bretagne | 249     |        | coulé         |
| 23 février 1945 | SS point Pleasant Park | Canada          | 7 136   |        | coulé         |

## Dans la marine nationale française (1945-1959)
Après des modifications techniques apportées au sous-marin, comme le montage d'un kiosque supplémentaire, il est renommé Bouan (S612)  en 1947 par la Marine nationale française, en mémoire du capitaine de vaisseau Jean Adolphe Roger Bouan.
Le bâtiment est affecté à la formation des forces anti-sous-marines. Sous drapeau français, il navigue 110 000 milles nautiques avec plus de 5 600 heures de plongée. À l'exercice, le Bouan a tiré près de 400 torpilles. 
Le Bouan est retiré du service actif en 1959, devenant alors la quille Q 176, puis démoli en 1960.